# Prasinocyma unipuncta
Prasinocyma unipuncta là một loài bướm đêm trong họ Geometridae.